# I Fuggiaschi
I Fuggiaschi (The Fugitives o The Fugitive Poets in lingua inglese) è stato un movimento letterario di poeti e letterati della Vanderbilt University a Nashville (Tennessee) negli anni venti, i quali pubblicarono la rivista letteraria The Fugitive dal 1922 al 1925. 

## Storia

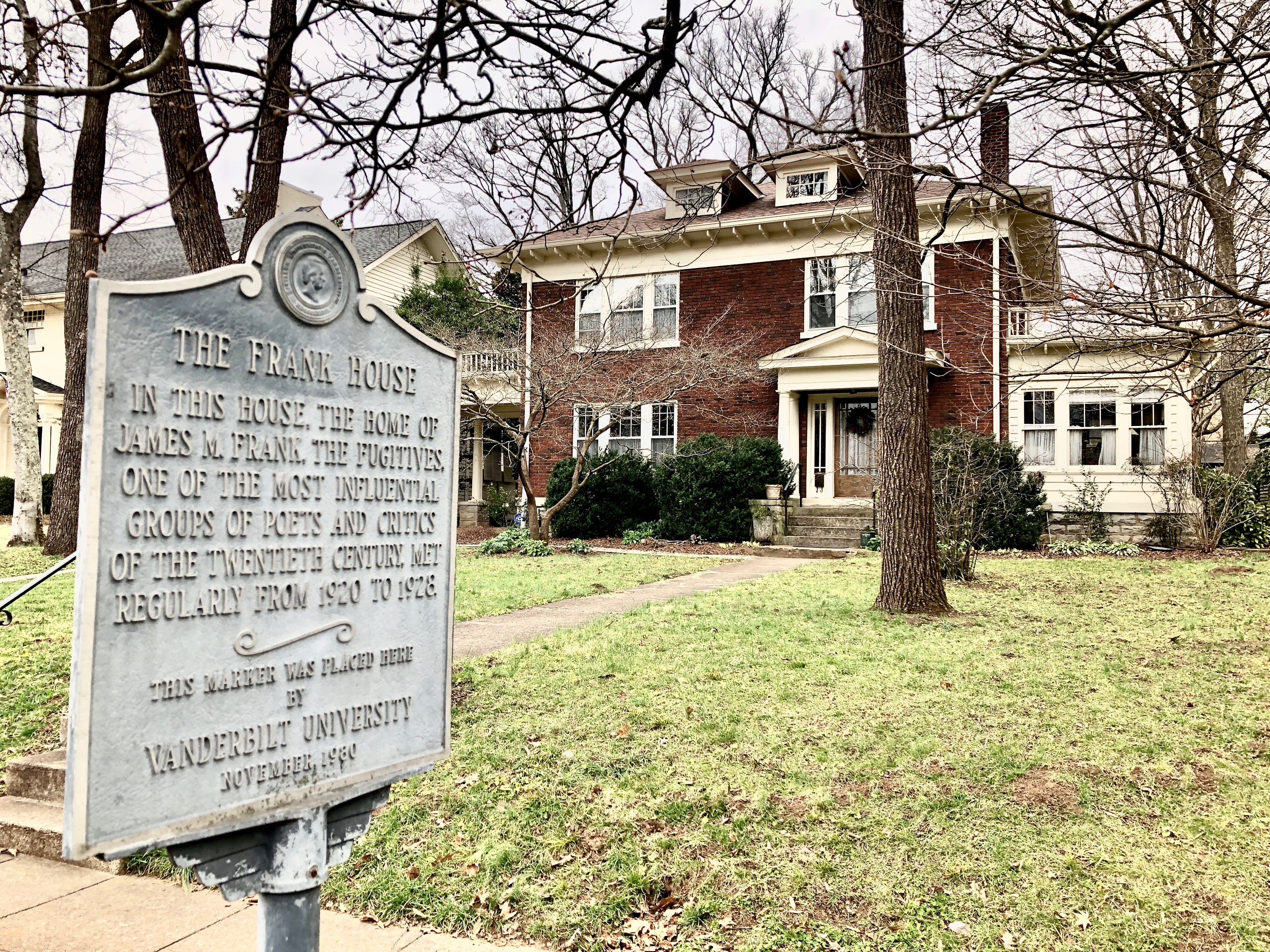
Abitazione di James Marshall Frank a Nashville dove i Fuggiaschi si riunivano dal 1920 al 1928

Il movimento prese il nome da The Fugitive (Il Fuggiasco) un piccolo mensile letterario pubblicato a Nashville tra il 1922 e il 1925 nel quale apparvero i loro lavori. Anche se la pubblicazione ebbe vita breve, The Fugitive è ritenuta una delle riviste più influenti nella storia della letteratura americana. I Fuggiaschi fecero della Vanderbilt una fucina del New Criticism, la corrente dominante dell'analisi testuale in lingua inglese durante la prima la metà del XX secolo. Indipendentemente da ciò, il gruppo sarebbe straordinario per il numero dei suoi membri i cui lavori hanno raggiunto un posto stabile nelle storie letterarie.
Il movimento dei Fuggiaschi si sovrappone parzialmente con quello dei Southern Agrarians, un movimento sorto successivamente e  anch'esso associato alla Vanderbilt University.
I Fuggiaschi presero posizione a favore dei valori culturali del "Vecchio Sud", favorendo opere ispirate alla storia degli stati meridionali degli Stati Uniti.
Fra i più noti Fuggiaschi debbono essere citati John Crowe Ransom, Allen Tate, Merrill Moore e Robert Penn Warren.